# Josefina Alcázar
Josefina Alcázar es doctora en sociología. Investigadora mexicana que estudia las formas híbridas, interdisciplinarias y liminales tanto en el campo artístico como en el académico.  Enfocada en el estudio del performance art. Entre sus publicaciones cabe mencionar que es autora de los libros Performance: un arte del yo. Autobiografía, cuerpo e identidad  y La cuarta dimensión del teatro: Tiempo, espacio y video en la escena moderna. Ha sido coeditora del libro Performance y Arte Acción en América Latina; compiladora de la Serie Documental de Performance Mujeres en Acción y de la Serie Performance en México.

## Biografía
Josefina Alcázar nació en 1950 en la Ciudad de México. Hizo la Licenciatura y la Maestría en Economía en la Universidad Nacional Autónoma de México (UNAM) donde recibió la medalla Gabino Barreda en 1987. Es Doctora en sociología por la misma universidad. 
Desde 1994 es investigadora del Centro Nacional de Investigación, Documentación e Información Teatral l "Rodolfo Usigli" CITRU-INBA. Por dos ocasiones fue investigadora Invitada Honoraria en Birkbeck, Universidad de Londres (2008-2009 y 2012-2013) También estuvo como Investigadora Visitante en el Centro de Estudios México-Estados Unidos, Universidad de California en San Diego de 1987 a 1988. De 1995 a 1996 fue coordinadora artística de los Laboratorios del Teatro Santa Catarina de la UNAM. Y fue editorialista semanal del suplemento páginauno del periódico unomásuno de 1988 a 1989.
Ha impartido cursos y conferencias en Birkbeck, Universidad de Londres, en la Universidad de Bristol, en la Universidad Federal Fluminense de Brasil, en el Centro Universitario de Teatro de la UNAM, en la Universidad de Stanford en California (2002),  en la Universidad Pompeu Fabra de Barcelona (1999), en el Ex Teresa Arte Actual, en el Museo Universitario del Chopo, en Per.for.ART ESPAI en Barcelona, entre otros.
Ha sido acreedora a la beca del Fideicomiso para la Cultura México-Estados Unidos (Fundación Rockefeller, Fundación Bancomer, FONCA) emisión 1996-1997 y emisión 2000-2001 y becaria del Programa de Fomento a Proyectos y Coinversiones Culturales, para la realización de la Serie Documental Mujeres en Acción, en la 20.ª emisión, FONCA 2004.

## Publicaciones

### Libros
- Performance: un arte del yo. Autobiografía, cuerpo e identidad  (2014)
- La cuarta dimensión del teatro. Tiempo, espacio y video en la escena moderna (2011)[3]
- Performance y Teatralidad [Coeditora] (2005)[4]
- Performance y Arte Acción en América Latina [Coeditora] (2005)[5]
- El Mexterminator. Antropología inversa de un performancero postmexicano [Selección e Introducción Josefina Alcázar] (2002)[6]
- La cuarta dimensión del teatro. Tiempo, espacio y video en la escena moderna (1998)[7]
- Universidad y Financiamiento (1984)[8]

### CD Interactivos
- Mujeres en Acción (2010)[9]
- Serie de Performance en México (2014)[10]

### Artículos en Revistas y Capítulos en Libros (Resumen)
- “Las mujeres, lo sé, no deben escribir…” en revista Generación (2015)[11]
- "Performance: intimidad exteriorizada" en libro A veces me pregunto por qué sigo bailando (2011)[12]
- "Mapa del performance: espacio público y privado" en libro 1er. Encuentro Nacional de Performagia (2011)[13]
- "Performance y mujeres en Latinoamérica" en libro Utopías de la proximidad en el contexto de la globalización. La creación escénica en Iberoamérica (2009)[14]
- "Performance Art in Latin America: Tania Bruguera and Lorena Wolffer" en Europa Magazine (2009)[15]
- “Mujeres, cuerpo y performance en América Latina”, en libro Estudios sobre sexualidades en América Latina (2008)[16]
- “Una mirada al performance en México”, en Con el cuerpo por delante: 47882 minutos de performance, INBA, México (2001)[17]
- “Perspectiva histórica del performance en México en relación a propuestas del extranjero”, en Arte Acción (2000)[18]
- "Performance y nuevas tecnologías" en ALPHA Revista de Artes, Letras y Filosofía (1998)[19]
- "The alchemy of time" en revista Third Text (1994)[20]

### Artículos en la Red
- La performance autobiográfica. La intimidad como práctica escénica. Archivado el 29 de marzo de 2016 en Wayback Machine.
- Mónica Mayer, Rosa Chillante. Mujeres y performance en México Revista e-misferica del Instituto Hemisférico de Performance y Política de la Universidad de Nueva York
- Mujeres y performance: el cuerpo como soporte
- Mujeres, cuerpo y performance en América Latina
- Performance: un arte del yo
- Los XV años del grupo 19 Concreto
- Las consecuencias de la modernidad de Anthony Guiddens

## Curadurías
2015: Curadora del Encuentro Internacional Poética de la Acción. Performance, teatralidad, cuerpo y memoria, con las acciones de 19 artistas de performance, conferencias magistrales y mesas redondas, Plaza de las Artes, Centro Nacional de las Artes
2000: Curadora del proyecto-presentación libro El Mexterminator, Foro Antonio López Mancera, Escuela Nacional de Arte Teatral, ENAT, Centro Nacional de las Artes.
1998: Curadora del proyecto Maratón de Performance: Ritos apocalípticos de fin de siglo, con Guillermo Gómez Peña, Lorena Wolffer, Chico MacMurtie, Alice Joanou, Enrique Chagoya, Foro Antonio López Mancera, ENAT, Centro Nacional de las Artes
1998: Curadora del proyecto Museo del Apocalipsis: especímenes de fin de siglo, Guillermo Gómez Peña, Roberto Sifuentes y Sara Shelton-Mann, 23 de enero, Foro del Centro Universitario de Teatro CUT, UNAM.  
1997: Curadora del proyecto El Mexterminator, 13 de marzo, Foro del CUT, UNAM 
1995-1996: Coordinadora artística de los Laboratorios del Teatro Santa Catarina, UNAM. 